# Guldtömygga
Guldtömygga, Aedes cyprius är en tvåvingeart som beskrevs av Frank Ludlow 1919. Aedes cyprius ingår i släktet Aedes och familjen stickmyggor. Arten är reproducerande i Sverige. Inga underarter finns listade i Catalogue of Life.